# Magnus Gustafsson (graffitimålare)
Magnus Gustafsson, känd under pseudonymen Nug, född 1972, är en svensk konstnär och graffitimålare som blev känd för en större allmänhet då han ställde ut videon "Territorial pissing" på konstmässan Market i Stockholm i februari 2009. Gustafsson har en magisterexamen i fri konst från Konstfack i Stockholm, är kopplad till Galleri Brandstrom i Stockholm och har kallats "en av Sveriges värsta klottrare".
Gustafsson medverkar även i publikationen ”Metagraffiti” utgiven av Dokument Förlag & Distribution, publicerad med stöd av Stiftelsen framtidens kultur.

## "Territorial pissing"
I videoverket "Territorial pissing", som första gången visades på Konstfacks vårutställning 2008, sprejar en maskerad person svart sprejfärg inne i en tunnelbanevagn och kastar sig sedan ut på perrongen genom ett av vagnens fönster som krossas. När kulturminister Lena Adelsohn Liljeroth fick se verket på konstmässan Market reagerade hon starkt och gjorde bland annat uttalandet att detta inte är konst och att graffiti till sin natur är illegalt. Gustafsson har polisanmälts och utretts misstänkt för grov skadegörelse vid två tillfällen men förundersökningarna lades ned då det inte kan säkerställas vem som ska ställas till svars för skadegörelse. Ett skadeståndskrav från SL på 100 000 kronor kvarstår.
I maj 2009 hade fem exemplar av verket sålts av galleristen Andreas Brändström för totalt cirka 125 000 - 200 000 kronor.